# Calle de la Cava Baja

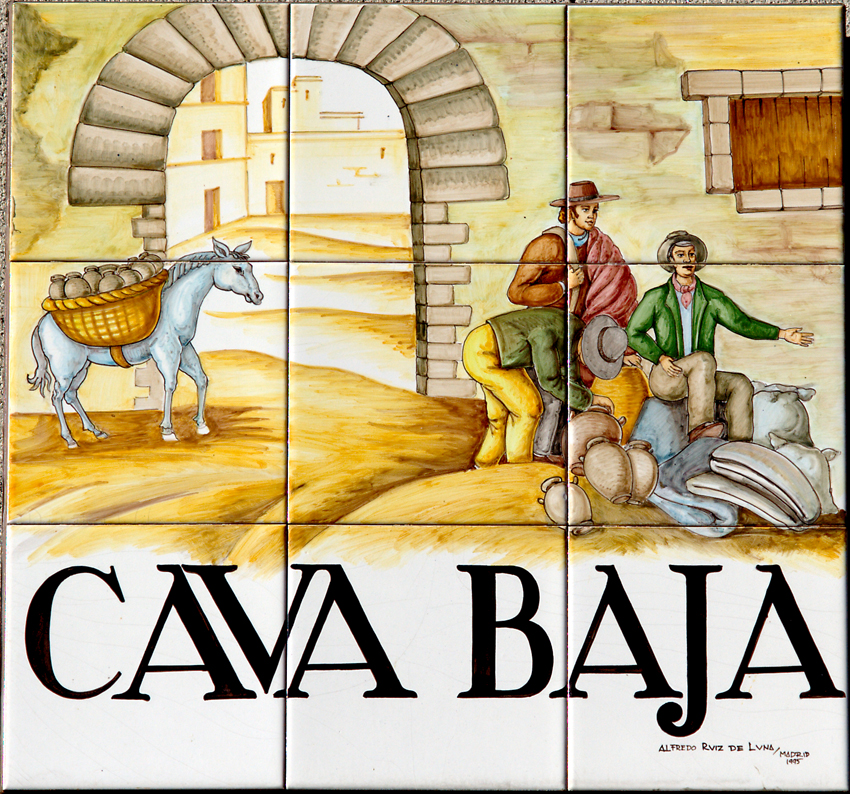
Calle de la Cava Baja (Madrid). Callejero de azulejos del ceramista Ruiz de Luna.

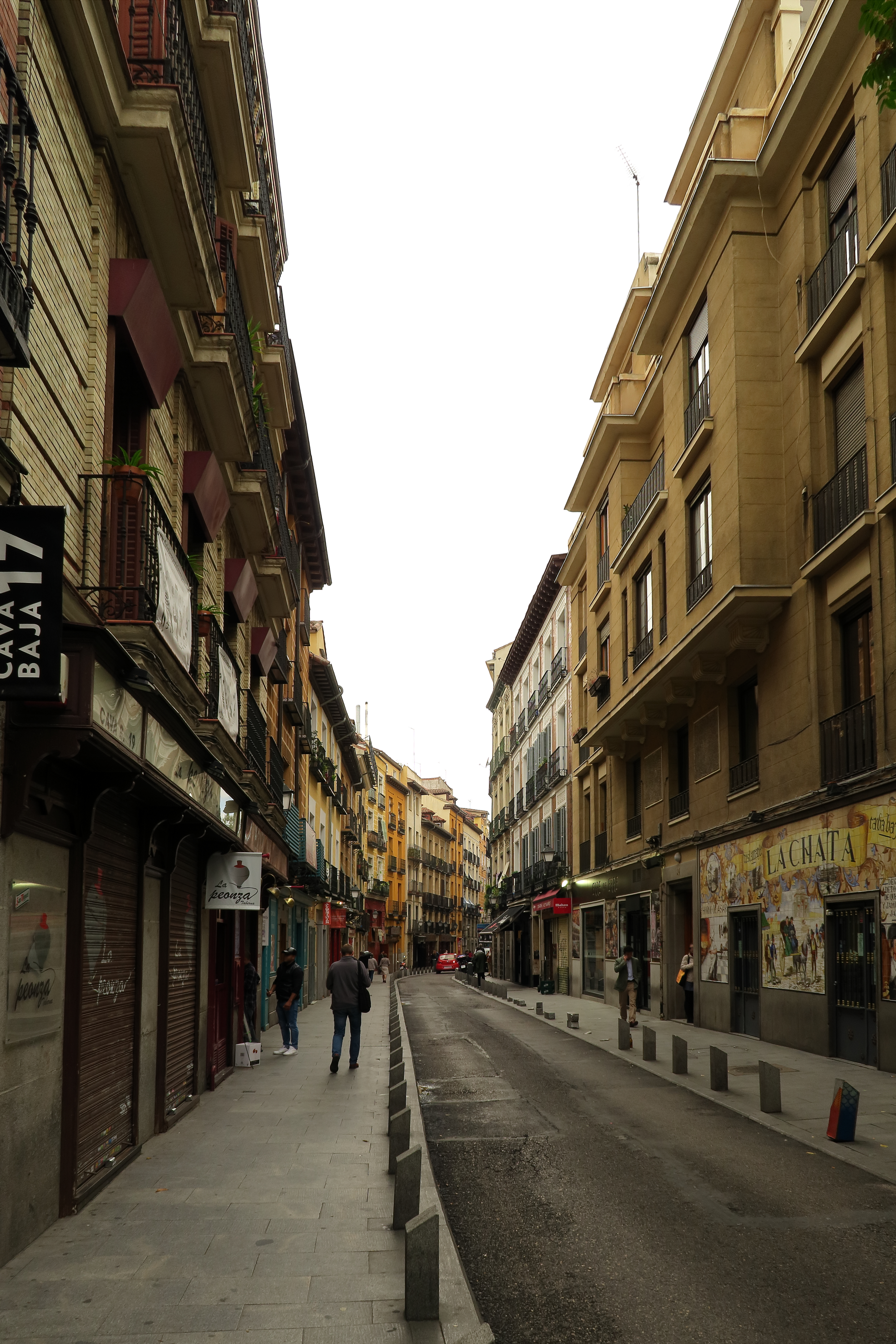
Calle de la Cava Baja en 2016, a la altura del número 17.

La calle de la Cava Baja es una calle de Madrid perteneciente al barrio de la Latina, que se encuentra en el denominado Madrid de los Austrias. Corre desde la plaza de Puerta Cerrada hasta la plaza del Humilladero, y es adyacente y paralela a la Cava Alta, que nace en la puerta de Moros y desemboca en la calle de Toledo. Ambas Cavas reciben su nombre de las minas que permitían el acceso a la población medieval durante la dominación árabe, aunque estuvieran cerradas sus puertas. Fueron cegadas posteriormente por haberse convertido en refugio de grupos de maleantes.

## Historia
En el plano del cartógrafo portugués Pedro Teixeira la Cava Baja figura como Baja de San Francisco (por hallarse en dirección a ese convento), y Mesonero Romanos la llamó Cava honda. 
Además de las antiguas tiendas y talleres artesanos de latoneros, cordeleros, guarnicioneros, toneleros, boteros o talabarteros, en esta Cava se emplazó el Real Pósito de Madrid (gran "silo" de la ciudad que en 1660 se trasladó a la calle Alcalá).

## Posadas y mesones
La Cava Baja, una de las calles más viejas de Madrid, fue desde el siglo XVII punto de llegada y partida de arrieros y carreteros de las diligencias que trasportaban el correo a los pueblos de la provincia y, más allá, a localidades de Toledo, Segovia o Guadalajara. 
Aún en el siglo XX llegaba cada viernes hasta el Mesón del Segoviano, el "Ordinario de Illescas", carromato tirado por mulas (coche de mulas), propiedad de una larga dinastía de carreteros apegados a su oficio desde 1680. Debido a esta afluencia de comerciantes que procuraban poner sus mercancías en los mercados de San Miguel y de la Cebada, y de otros viajeros procedentes del entorno que entraban por esta parte de la ciudad, las Cavas y sus alrededores fueron zona de hospedaje entre los siglos XV y XIX. Así lo atestiguan populares posadas como la de Las Ánimas, la de Vulcano, la del Pavo Real o la de San José. En una de ellas, se alojaron al parecer los asesinos del embajador republicano inglés Anthony Ascham, una partida de cinco ingleses católicos y jacobitas, que se confabularon en Madrid para vengar, en la persona del embajador, la muerte del rey Carlos I de Inglaterra; y que según el viajero monárquico Edward Hyde llevaron a cabo en un hotel de la calle del Caballero de Gracia, donde se encontraban los pocos establecimientos de este tipo que hacia 1650 había en la capital de España.
También se emplazaron en esta Cava algunas de las casas de comidas más antiguas de Madrid, entre ellas: la de la Villa (1642), la de San Pedro o Mesón del Segoviano (1720) y la del Dragón (1868), más tarde convertidas en restaurantes o tabernas de reclamo turístico. Al comienzo del siglo XXI todavía funcionaban en esta calle establecimientos como el restaurante Casa Lucio, en el mismo lugar donde antes se encontraba el Mesón del Segoviano, nombre popular por el que se conocía la Posada de San Pedro. En el zaguán del casi mítico mesón se le dio al escritor burgalés Francisco Grandmontagne un homenaje en 1921, en el que participaron Antonio Machado y Azorín, entre otros cien personajes de la literatura española y la vida madrileña. En el mencionado zaguán, a mediados del siglo XX todavía podían verse expuestos y emparejados un carro de mulas y un viejo y flamante automóvil fabricado en Detroit. En el 42 se encontraba en 1980 el Café La Mandrágora, donde se grabó el disco homónimo por Joaquín Sabina.
A lo largo de la calle, apareciendo y desapareciendo a lo largo de los siglos, existieron otros muchos mesones. Así por ejemplo: el de La Merced, el de San Isidro o la Posada del Dragón, llamada así por su cercanía a la Puerta de la Culebra, o El León de Oro, en el número 12.